# Wolfisheim
Wolfisheim (Wolfze in alsaziano) è un comune francese di 4 171 abitanti situato nel dipartimento del Basso Reno nella regione del Grand Est.

## Società

### Evoluzione demografica
Abitanti censiti